# Odontofobia
L’odontofobia, dal greco odùs, odòntos e fobos, è la fobia per le visite e le sedute odontoiatriche.
Cause
- Stress post-traumatico legato a precedenti esperienze odontoiatriche negative (es: precedenti trattamenti dolorosi, incidenti), specialmente in età evolutiva
- Presenza di familiari con ansia legata ai trattamenti odontoiatrici e conseguente esposizione a narrazioni ansiogene legate alla figura del dentista
- Disturbi psichiatrici

Possibili Trattamenti
- Terapia cognitivo comportamentale (CBT) per gestire la fobia dal punto di vista psicologico con la guida di uno/a psicoterapeuta
- Terapia Tell Show Do (ideata per piccoli pazienti, adattabile agli adulti). 
- Iatro sedazione; consiste in una modalità di rilassamento del paziente tramite l’utilizzo delle parole 
- Sedazione cosciente o sedazione profonda, con l’utilizzo di medicinali come il protossido di azoto o benzodiazepine

## Odontofobia e ortodonzia
Parallelamente può verificarsi una relazione tra l'odontofobia, che tradizionalmente è legata all'odontoiatria conservativa, e l'ortodonzia. Infatti può accadere che l'odontofobia venga amplificata o, anche, generata dalla possibilità o dalla necessità di un trattamento a base di apparecchio ortodontico.
| Controllo di autorità | LCCN (EN) sh2005008215 · J9U (EN, HE) 987007535022305171 |